# Giberto IV Correggio
Giberto IV Correggio, nascut el 1320, va ser senyor sobirà de Correggio el 1345; va dividir els feus de Gualtieri, Guastalla i Brescello amb son germà però Gualteri es va perdre a mans del cosí Gianfrancesco I Cagnolo da Correggio (novembre del 1345) i el novembre de 1346 els Visconti li van confiscar Guastalla i Brescello; el juliol de 1347 va rebre la investidura imperial de Guastalla a Bassano que va ser ineficaç i els Visconti no li van retornar, però a canvi de la renuncia va obtenir el 1354 la cessió dels castells de Bazzano, Scurano i Traversatolo, i la confirmació de Correggio amb Fabbrico, Fosdondo, Campora, San Prospero, Camera, Mandrio, Mandriola, San Biagio, San Giovanni, San Martino in Rio, Vico, Campagnola, Bodollo i Fasano. El 1371 el seu nebot Guido, amb ajut milanès, li va prendre la senyoria.
Entre els seus títols el de patrici de Parma (1373).
Va ser capità de l'exèrcit milanès de l'octubre del 1344 al desembre de 1359 i llavors va rebre del Cardenal Llegat Egidio Albornoz el Govern de Romanya (amb títol de comte); el 1368 es va unir a la lliga antimilanesa, i el desembre del 1372 es va posar al servei de Venècia i va ser elegit capità general de l'exèrcit venecià l'abril del 1373 però va morir a la ciutat el 17 de juliol de 1373.
Es va casar dues vegades, primer amb Paola Visconti i després amb Orsolina Pio, filla de Galasso I Pio senyor de Carpi. Va deixar onze fills: Pietro Correggio, Maddalena, Agnese, Jacopa, Margherita, Giberto V Correggio, Galasso Correggio, Gherardo VI Correggio, Francesco (patrici mort el 1387), Manfredo (mort abans de 1389), Bianca, Paola, Giovanni (mort abans de 1389) i Egidio (mort abans de 1389).
Pietro, Giberto V, Galasso I i Gherardo VI van rebre la senyoria sobirana de Correggio el 1389.